# Ligne de Lille-Saint-Sauveur à Lille-Port-Vauban
La ligne de Lille-Saint-Sauveur à Lille-Port-Vauban était une ligne ferroviaire non électrifiée à voie unique reliant la gare de Lille-Saint-Sauveur au Port Vauban de Lille. Le port a été comblé et remplacé par plusieurs résidences situées avenue de l'architecte Louis Cordonnier. Un nouveau port a été créé non loin par décret en 1935.
Elle constitue la ligne no  291 100 du réseau ferré national.

## Tracé

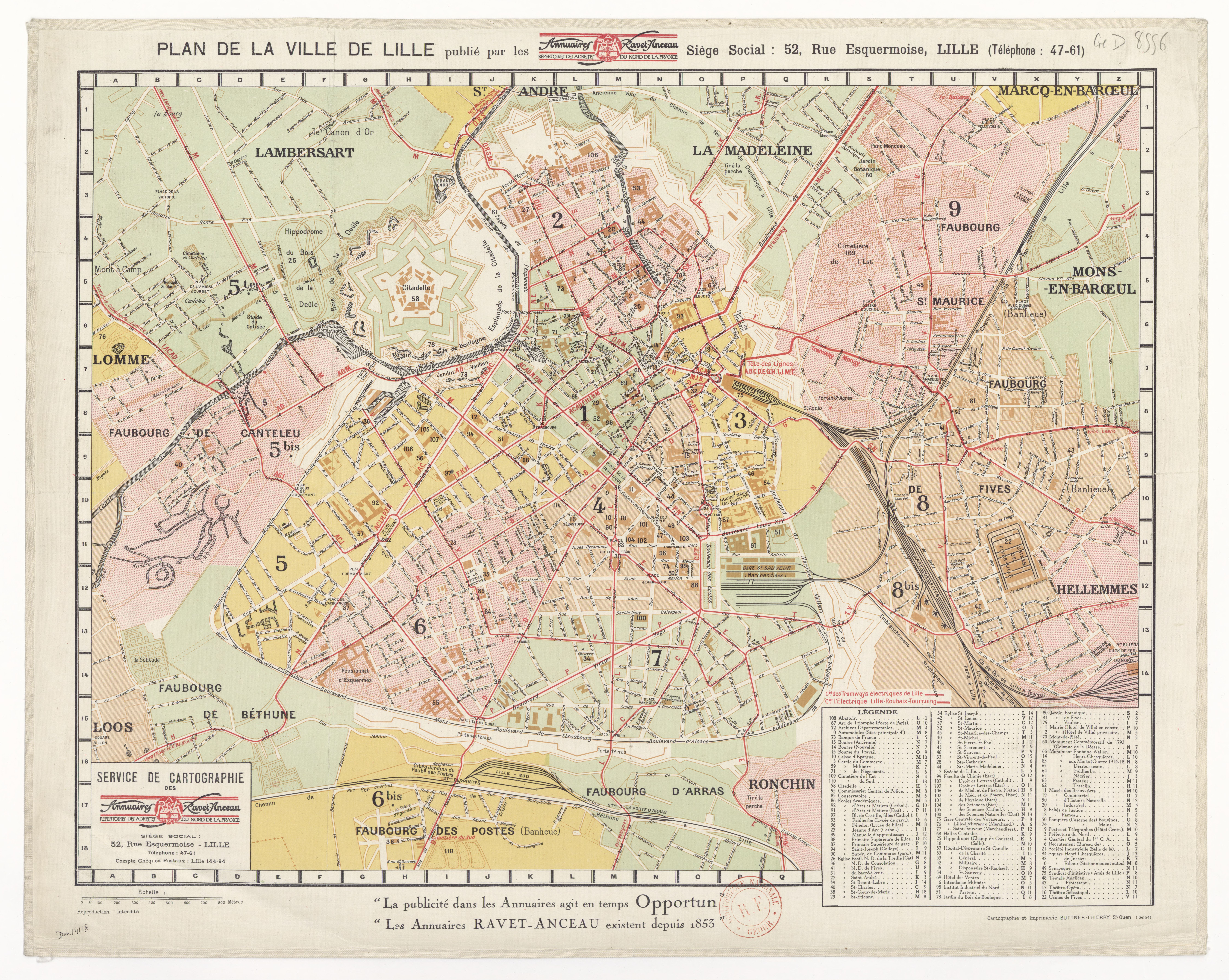
La ligne sur un plan de Lille de 1930.

La ligne prenait naissance en gare de Lille-Saint-Sauveur, elle quittait la gare et contournait Lille par le sud, tout en restant dans les fortifications. Elle empruntait les Boulevards de Belfort, d'Alsace, de Strasbourg, de Metz, de la Moselle et de la Lorraine, pour arriver au Port Vauban de Lille, près de la Deûle, juste quelques centaines de mètres au sud de la citadelle de Lille. La ligne de Lille-Saint-Sauveur à Lille-Port-Vauban croisait de nombreuses lignes du tramway de Lille qui, elles aussi, n'existent plus : lignes T supprimée en 1945 et V en 1960 porte de Valenciennes, E supprimée en 1963 porte de Douai, C fermée en 1962 porte d'Arras, D supprimée dans les années 1950 porte des Postes, H porte de Béthune et I place Leroux de Faulquemont supprimées en 1965.
Son tracé a été modifié vers 1952 à la sortie de la gare Saint-Sauveur. 
La ligne qui accédait à l'intérieur de la gare a été détournée vers la voie de sortie en direction d'une gare de triage créée à cette époque près du quartier du Petit-Maroc.  

## Historique

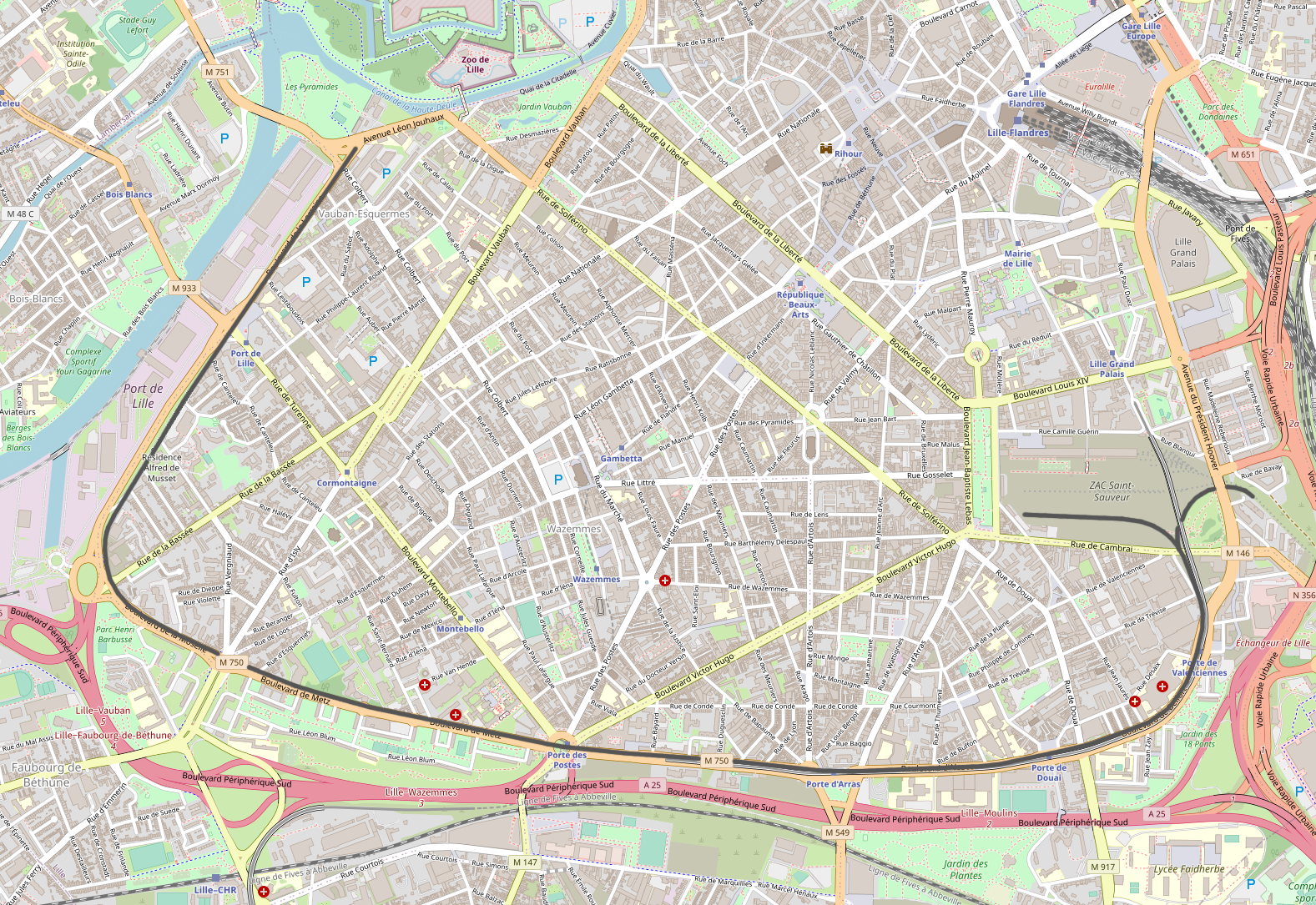
Carte de la ligne sur une carte contemporaine de Lille.

La ligne est concédée par la ville de Lille à la Compagnie des chemins de fer du Nord par des conventions signée les 13 et 24 février 1873 et le 13 février 1874. Ces conventions sont approuvées par un décret le 11 juin 1874 qui déclare la ligne d'utilité publique.
Les bassins du port Vauban ayant été remplacés par le nouveau port de Lille et par un nouvel embranchement ouvert en novembre 1983 reliant ce port à la gare de Loos, la ligne de ceinture a été abandonnée à cette date et la voie ensuite déferrée.
La ligne 2 du métro suit le tracé de l'ancienne ligne, en viaduc de la sortie de la porte de Valenciennes à la porte d'Arras, en souterrain à l'ouest de cette station.